# هاري ستاك سوليفان
هاري ستاك سوليفان (بالإنجليزية: Harry Stack Sullivan)‏ (21 فبراير 1892 في نوريتش، نيويورك - 14 يناير 1949 في باريس، فرنسا) هو طبيب نفسي أمريكي ترتكز نظرياته في التحليل النفسي على الملاحظة المباشرة للظواهر المادية والملموسة، والتي يمكن التأكد من صحتها عمليًا، (وذلك على عكس منهج سيجموند فرويد و تابعيه الذي يعتمد على الآراء النظرية عن العقل الباطن).

## روابط خارجية
- هاري ستاك سوليفان على موقع الموسوعة البريطانية (الإنجليزية)